# G.I. Bill

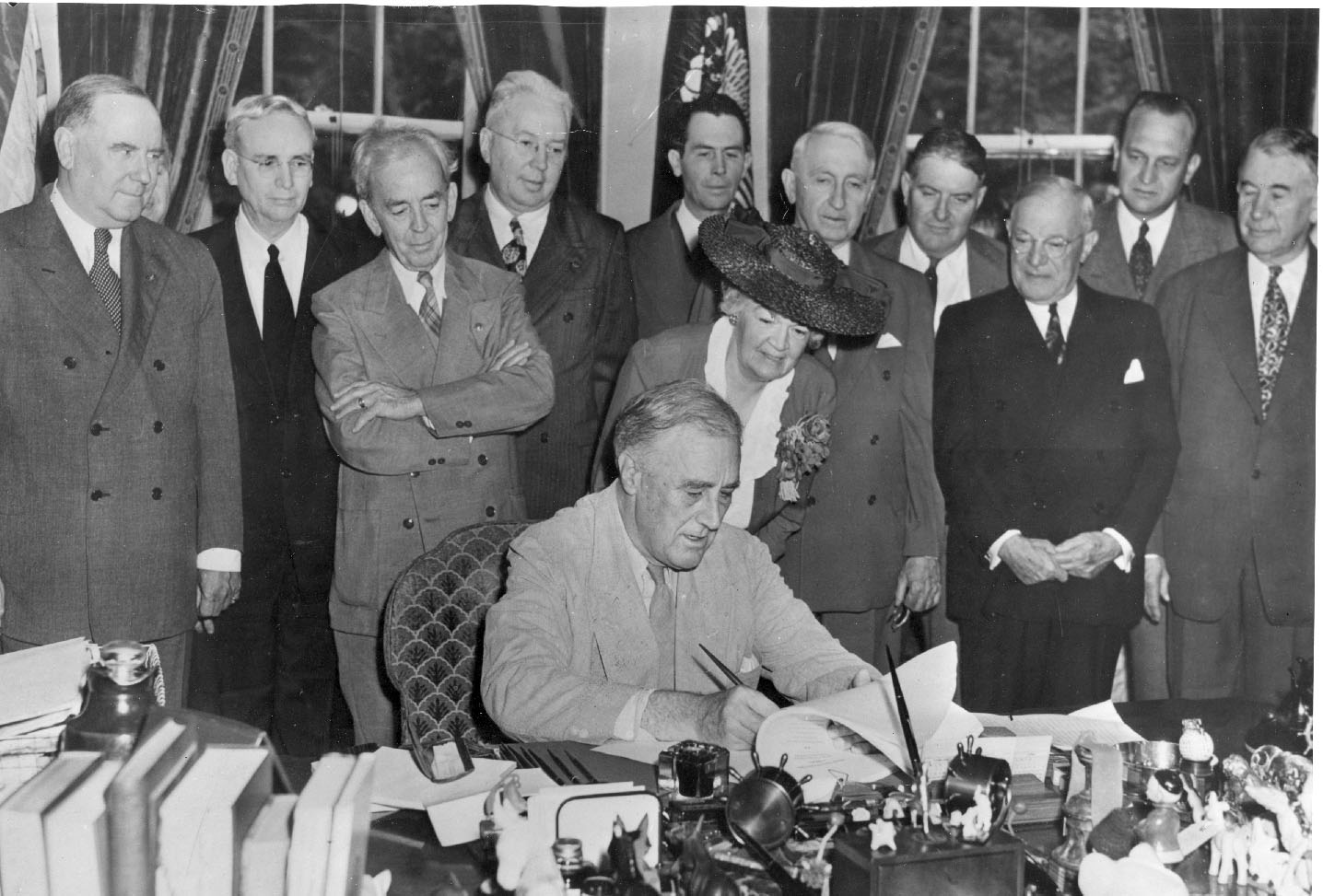
Franklin D. Roosevelt firma il G.I. Bill (22 giugno 1944).

Il Servicemen's Readjustment Act of 1944, meglio conosciuto come G.I. Bill, era una legge che forniva una serie di aiuti concreti ai veterani di guerra reduci dal secondo conflitto mondiale (1939-1945). Benché tale legge fosse scaduta nel 1956, oggi il termine "G.I. Bill" è tuttora in uso negli USA in riferimento ai programmi mirati per garantire assistenza ai veterani militari.

## Storia
Benché l'American Legion avesse già fatto pesanti pressioni al Congresso statunitense durante la prima guerra mondiale per concedere dei benefit ai veterani di guerra sopravvissuti al grande conflitto, la vera e propria legge del G.I. Bill venne approvata per la prima volta nel 1944 dal Congresso statunitense in seguito a uno sforzo bipartitico voluto dalla Legion. Sebbene il presidente Franklin D. Roosevelt preferisse piuttosto focalizzarsi su un programma molto meno ambizioso mirato a dare sostegno alle classi più povere e che non avesse nulla a che vedere con la guerra, egli acconsentì a firmare la legge il 22 giugno 1944. 
Il G.I. Bill ricompensava con denaro tutti i veterani di guerra dell'esercito americano entro pochissimo tempo, evitando così il verificarsi di altri disordini come quelli causati a Washington dai veterani della Bonus Army che, nel 1932, avevano richiesto senza fortuna il pagamento anticipato dei bonus promessi per il servizio reso in guerra. Il G.I. Bill garantiva mutui a basso costo, prestiti a basso interesse per avviare un'attività o un'azienda agricola, un anno di indennità di disoccupazione oltre al finanziamento di tasse scolastiche e spese di soggiorno per frequentare la scuola superiore, l'università o la scuola professionale. Questi benefici erano disponibili a tutti i veterani che erano stati in servizio attivo durante gli anni della guerra per almeno 90 giorni e non erano stati congedati con disonore.
Nel 1956, 7,8 milioni di veterani usufruirono dei benefici offerti dal G.I. Bill: grazie a tale editto, 2,2 milioni di essi frequentarono il college, mentre i rimanenti 5,6 lo sfruttarono per accedere ad altri servizi di istruzione.
Dopo essere scaduta nel 1956, il G.I. Bill venne replicato più volte. Nella sua forma più recente, il G.I. Bill prende il nome di Post-9/11 Veterans Educational Assistance Act, emanato nel 2008. Tale legge garantisce ulteriori vantaggi ai veterani di guerra, fra cui finanziamenti per l'intero costo di qualsiasi college pubblico negli USA. Nel 2017, alcune delle norme presenti nel G.I. Bill vennero modificate in seguito all'emanazione del cosiddetto Forever GI Bill.

## Accoglienza
Alcuni storici ed economisti come Marcus Stanley e Kathleen Frydl ritengono, in un'ottica positiva, che il G.I. Bill sia stata un'iniziativa grazie alla quale i veterani americani sarebbero stati valorizzati in modo più idoneo rispetto a come lo erano durante la prima guerra mondiale. Inoltre, gli stessi autori ritengono che la legge avrebbe dato un importante contributo al capitale umano statunitense, incoraggiando così la crescita economica a lungo termine del Paese.
Per contro, il G.I. Bill ha ricevuto critiche per aver indirizzato alcuni fondi a istituzioni educative a scopo di lucro. Il G.I. Bill fu anche oggetto di polemiche dal punto di vista razziale, in quanto tale legge era mirata a soddisfare le leggi Jim Crow. A causa della discriminazione da parte dei governi locali e statali, nonché da parte di attori privati nel settore dell'edilizia abitativa e dell'istruzione, il G.I. Bill non è riuscito a beneficiare gli afroamericani come avrebbe invece fatto con i bianchi. Lo storico della Columbia University Ira Katznelson definì il G.I. Bill un'"azione positiva" a favore dei bianchi. Il G.I. Bill fu anche criticato da William A. Darity Jr. nel suo libro From here to equality per aver contribuito ad aumentare le disparità razziali nella ricchezza.